# Grand River (Eriesee, Ohio)
Der Grand River ist ein 158 km langer Zufluss des Eriesees an dessen Südufer im nordwestlichen US-Bundesstaat Ohio.
Der Grand River entwässert zusammen mit seinen Nebenflüssen insgesamt 1844 km², die im Einzugsbereich des Eriesees liegen. Der Fluss entspringt 5 km südlich der Ortschaft Middlefield im südöstlichen Geauga County, fließt zunächst südostwärts ins Trumbull County und wendet sich bei West Farmington nach Norden in das Ashtabula County. Bei Austinburg biegt der Grand River nach Westen in das Lake County und mündet bei Fairport Harbor in den Eriesee.
Am 28. Juli 2006 überfluteten der Grand River und seine Nebenflüsse ihre Ufer und verursachten erhebliche Hochwasserschäden im Lake und Ashtabula County. Der Fluss erreichte eine Scheitelhöhe von 3,35 m über normal. In der Stadt Painesville fielen am 27. und 28. Juli 2006 mehr als 275 mm Regen und die Countys Lake, Geauga und Ashtabula wurden zum Katastrophengebiet erklärt. Mehr als 600 Personen mussten evakuiert werden.